# Dalbergieae
Dalbergieae je  tribus mahunarki iz potporodice iz potporodice Faboideae kojemu pripada dvadesetak rodova unutar 6 podtribusa.

## Rodovi
1. Tribus Dalbergieae DC.
  1. Subtribus Adesmiinae
    1. Adesmia DC. (208 spp.)

  2. Subtribus Poiretiinae
    1. Amicia Kunth (7 spp.)
    2. Zornia J. F. Gmel. (99 spp.)
    3. Poiretia Vent. (12 spp.)
    4. Nissolia Jacq. (33 spp.)

  3. Subtribus Clade nov.
    1. Weberbauerella Ulbr. (3 spp.)

  4. Subtribus Ormocarpinae Rudd
    1. Diphysa Jacq. (21 spp.)
    2. Zygocarpum Thulin & Lavin (6 spp.)
    3. Pictetia DC. (8 spp.)
    4. Ormocarpum P. Beauv. (19 spp.)
    5. Ormocarpopsis R. Vig. (8 spp.)
    6. Peltiera Labat & Du Puy (1 sp.)

  5. Subtribus Aeschynomeninae
    1. Aeschynomene L. (113 spp.)
    2. Soemmeringia Mart. (1 sp.)
    3. Geissaspis Wight & Arn. (2 spp.)
    4. Cyclocarpa Afzel. ex Baker (1 sp.)
    5. Smithia Aiton (19 spp.)
    6. Kotschya Endl. (30 spp.)
    7. Humularia P. A. Duvign. (33 spp.)
    8. Bryaspis P. A. Duvign. (2 spp.)

  6. Subtribus Dalbergiinae
    1. Dalbergia L. fil. (284 spp.)
    2. Ctenodon Baill. (66 spp.)
    3. Machaerium Pers. (135 spp.)